# Toni Gorupec
Toni Gorupec (Zagabria, 4 luglio 1993) è un calciatore croato, difensore del Sesvete.